# Замойская ординация

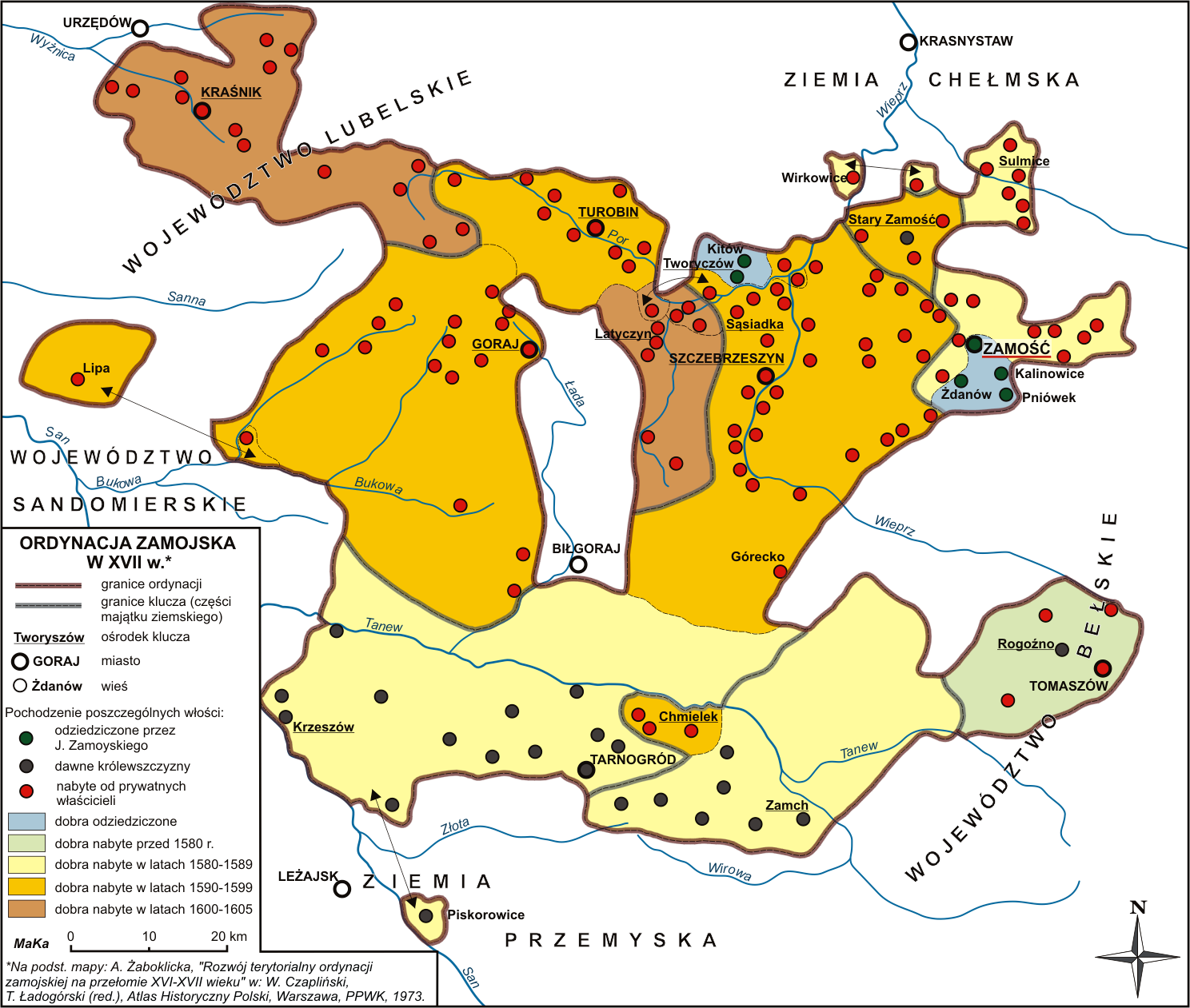
Территория Замойской ординации в начале XVII века

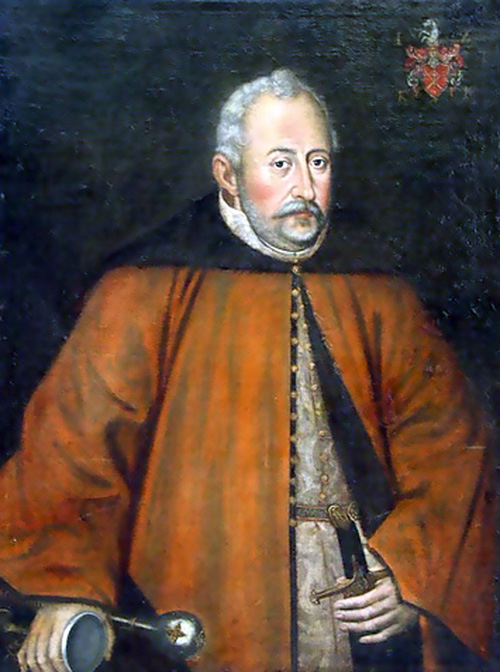
Ян Замойский (1542—1605), 1-й ординат на Замостье (1589—1605)

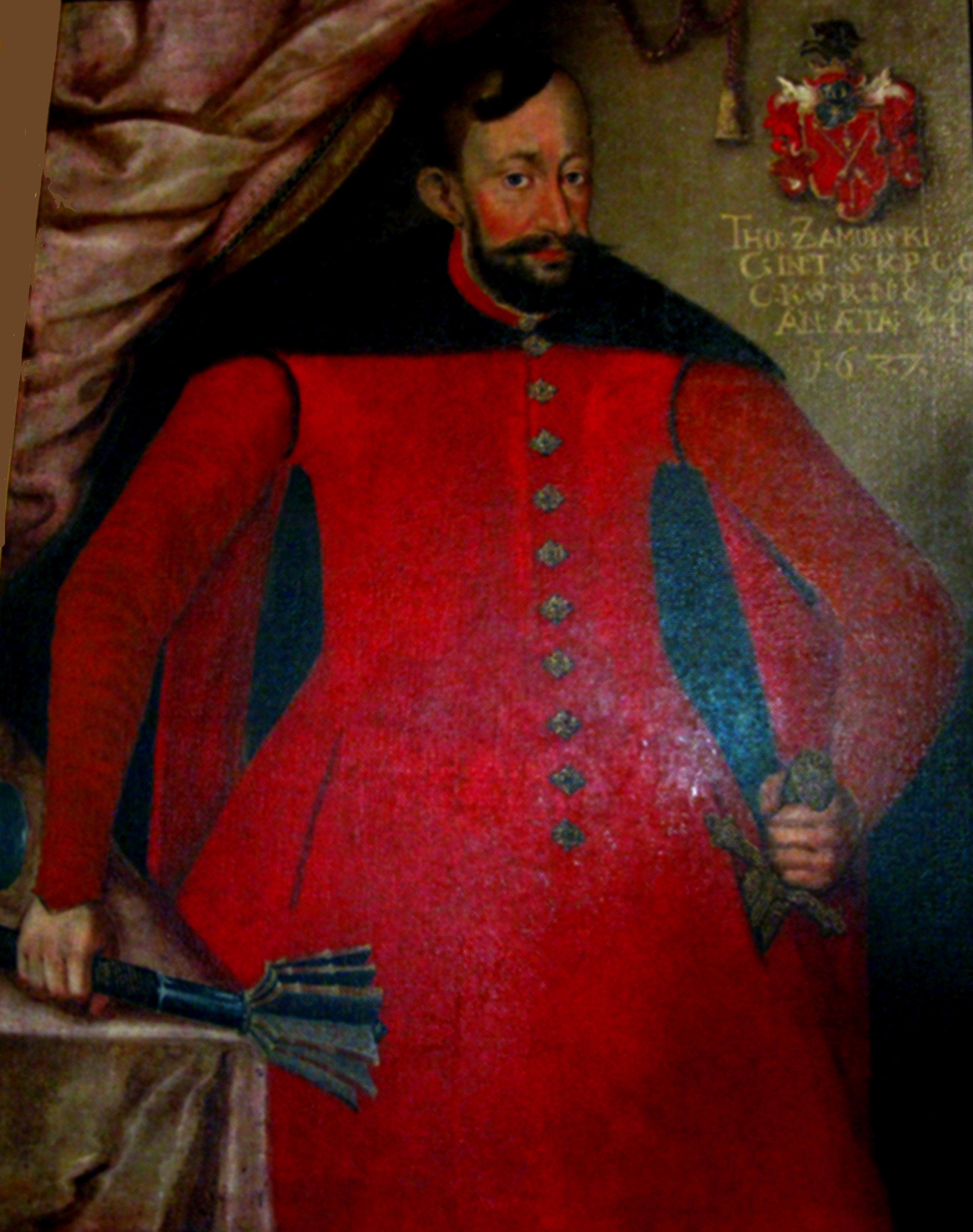
Томаш Замойский (1594—1638), 2-й ординат Замойский (1605—1638)

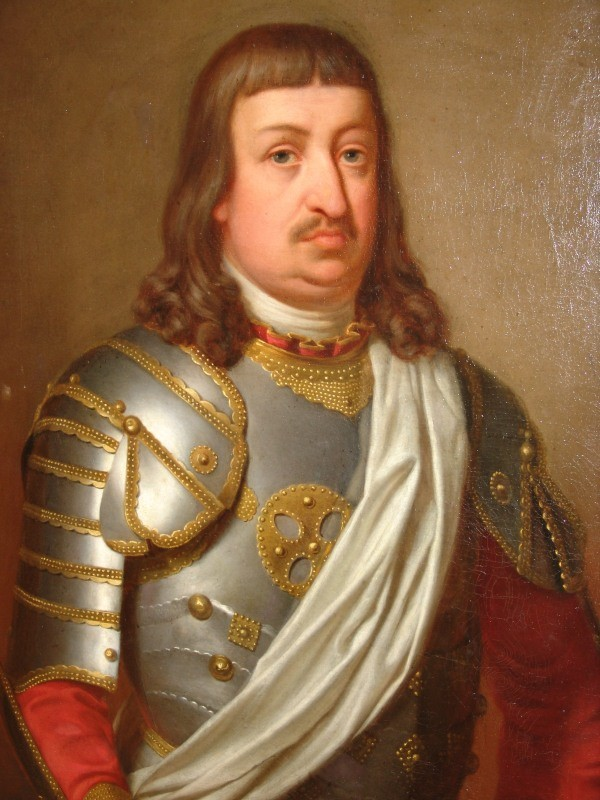
Ян «Собепан» Замойский (1627—1665), 3-й ординат Замойский (1638—1665)

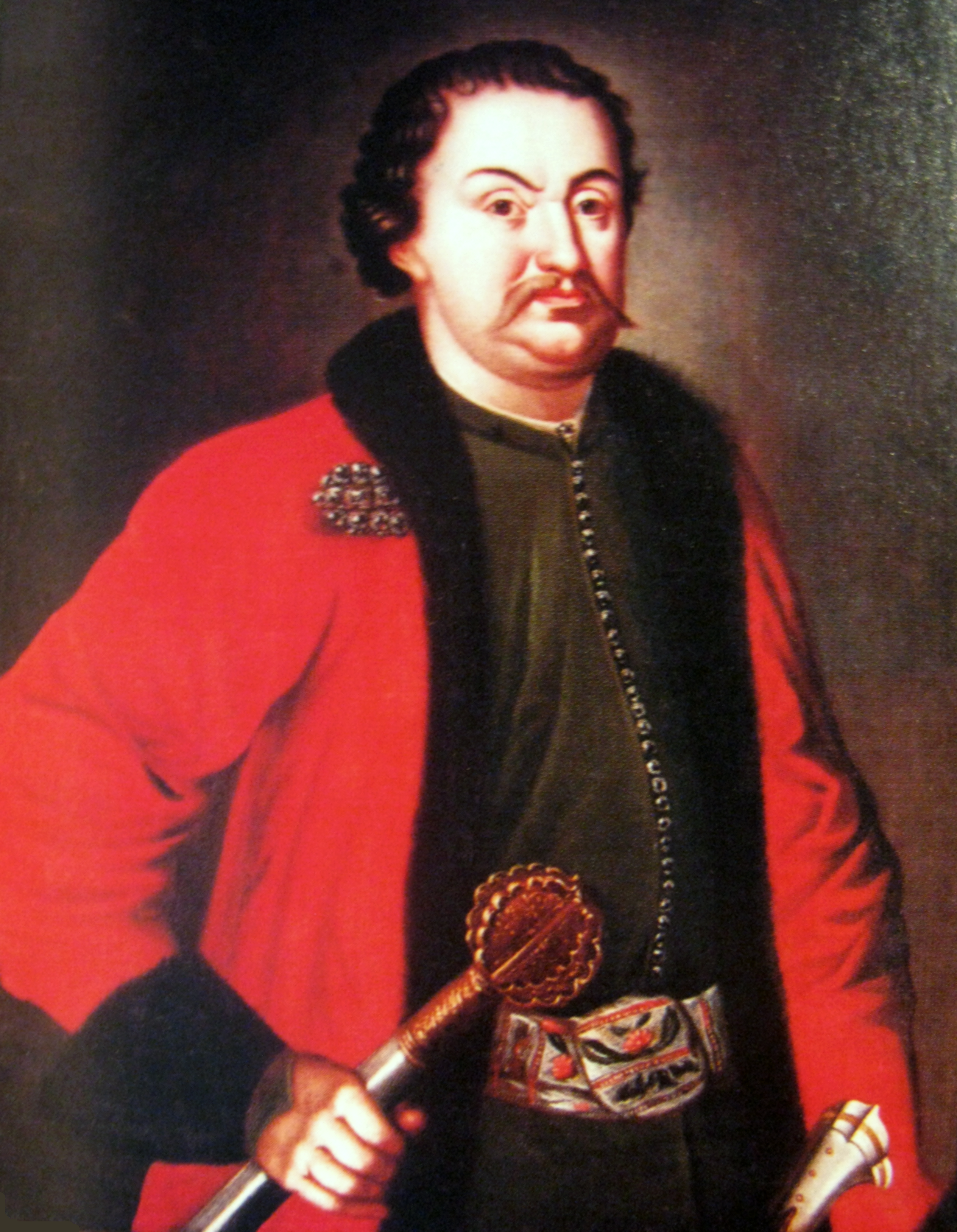
Марцин Замойский (ок. 1637—1689), 4-й ординат Замойский (1676—1689)

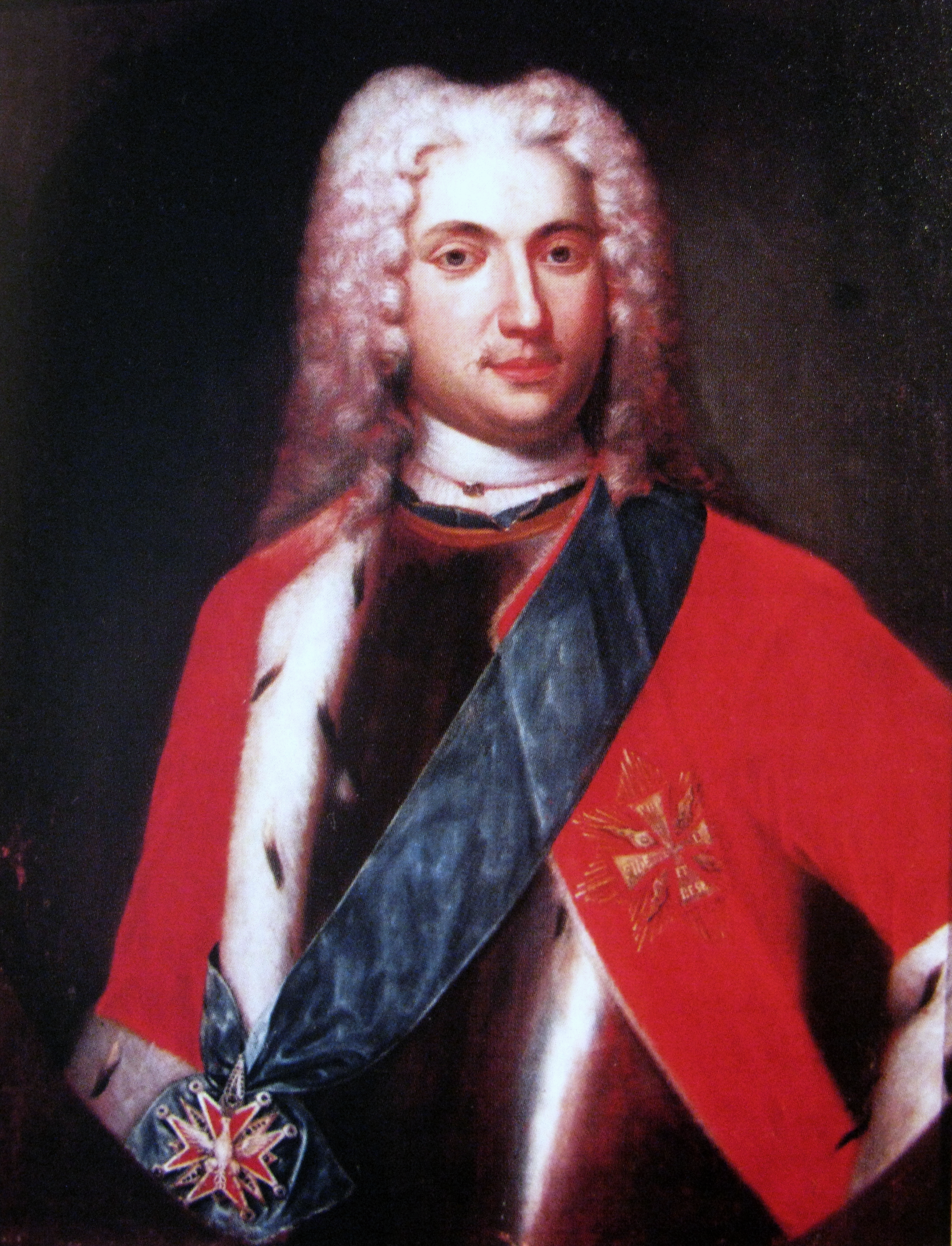
Томаш Юзеф Замойский (ок. 1678—1725), 5-й ординат Замойский (1704—1725)

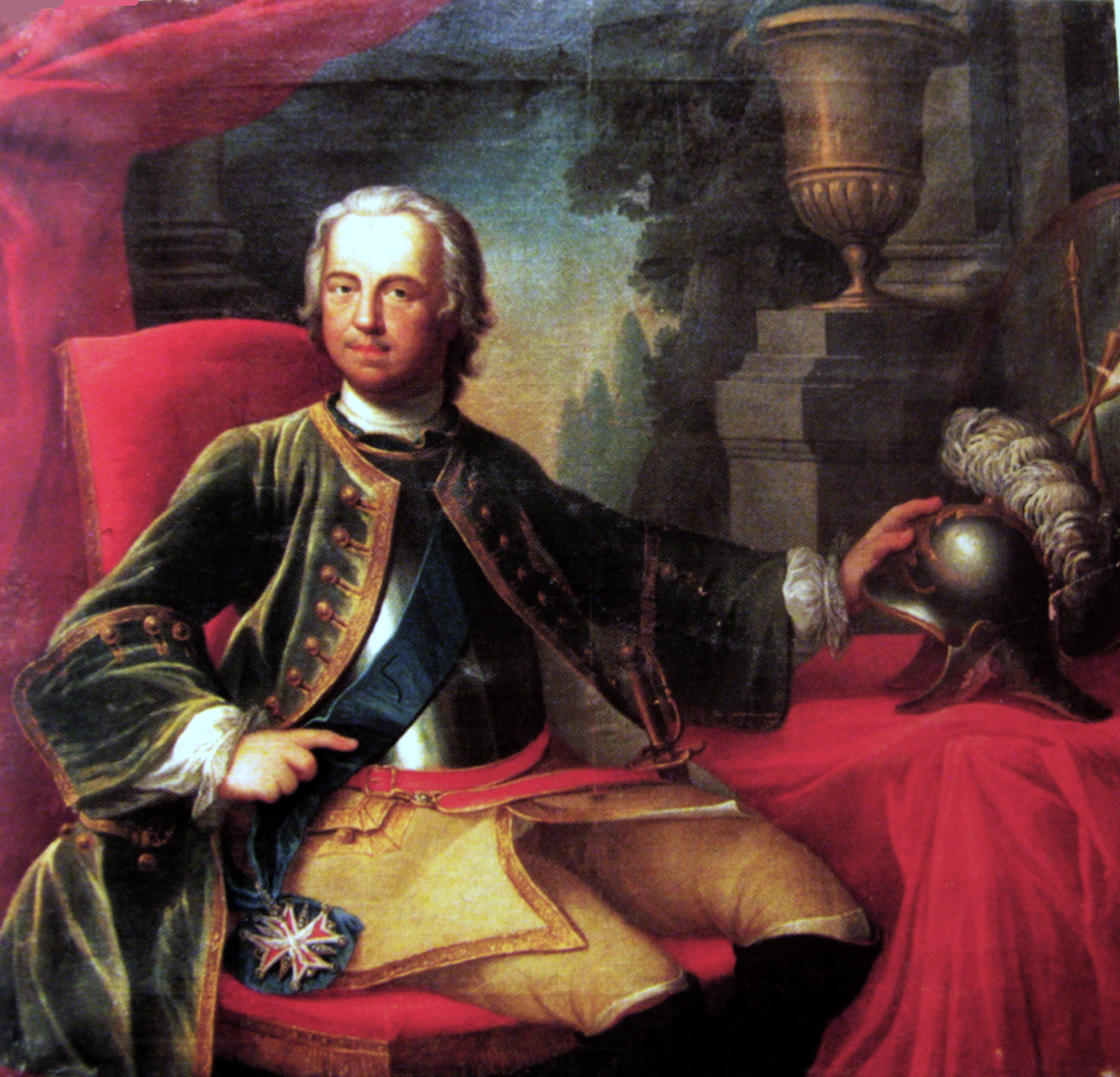
Михаил Здислав Замойский (ок. 1679—1735), 6-й ординат Замойский (1725—1735)

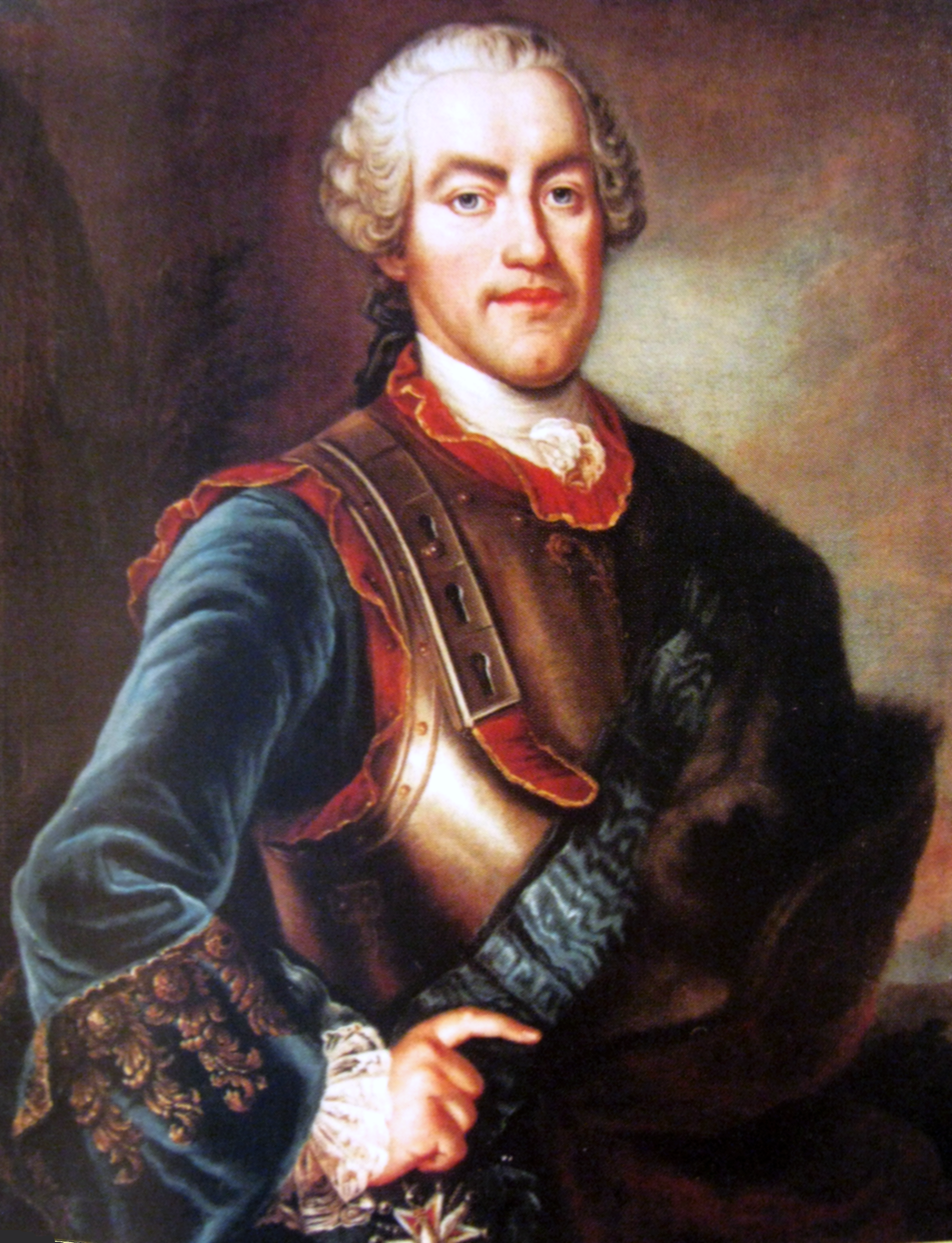
Томаш Антоний Замойский (1707—1752), 7-й ординат Замойский (1735—1752)

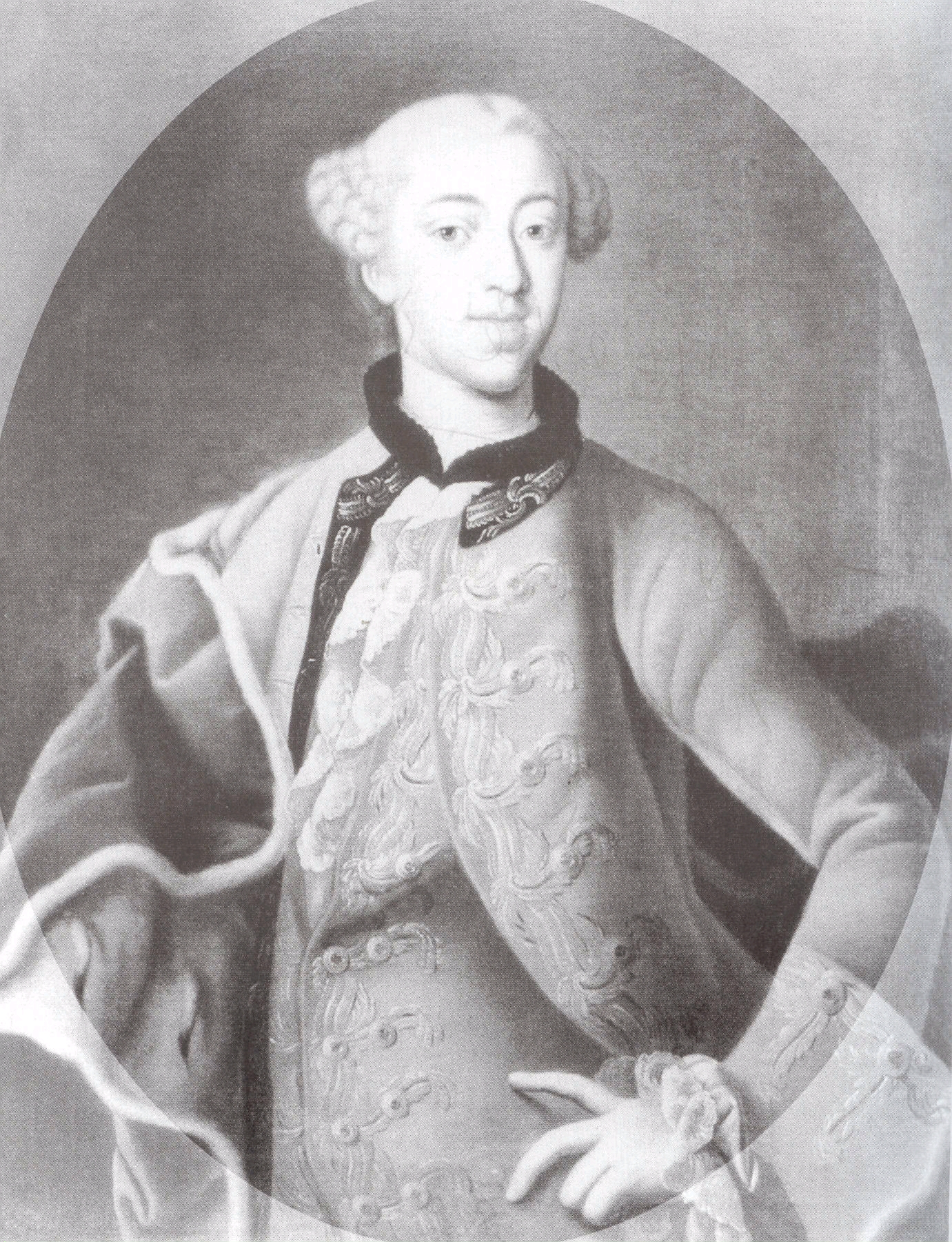
Клеменс Ежи Замойский (1747—1767), 8-й ординат Замойский (1760—1767)

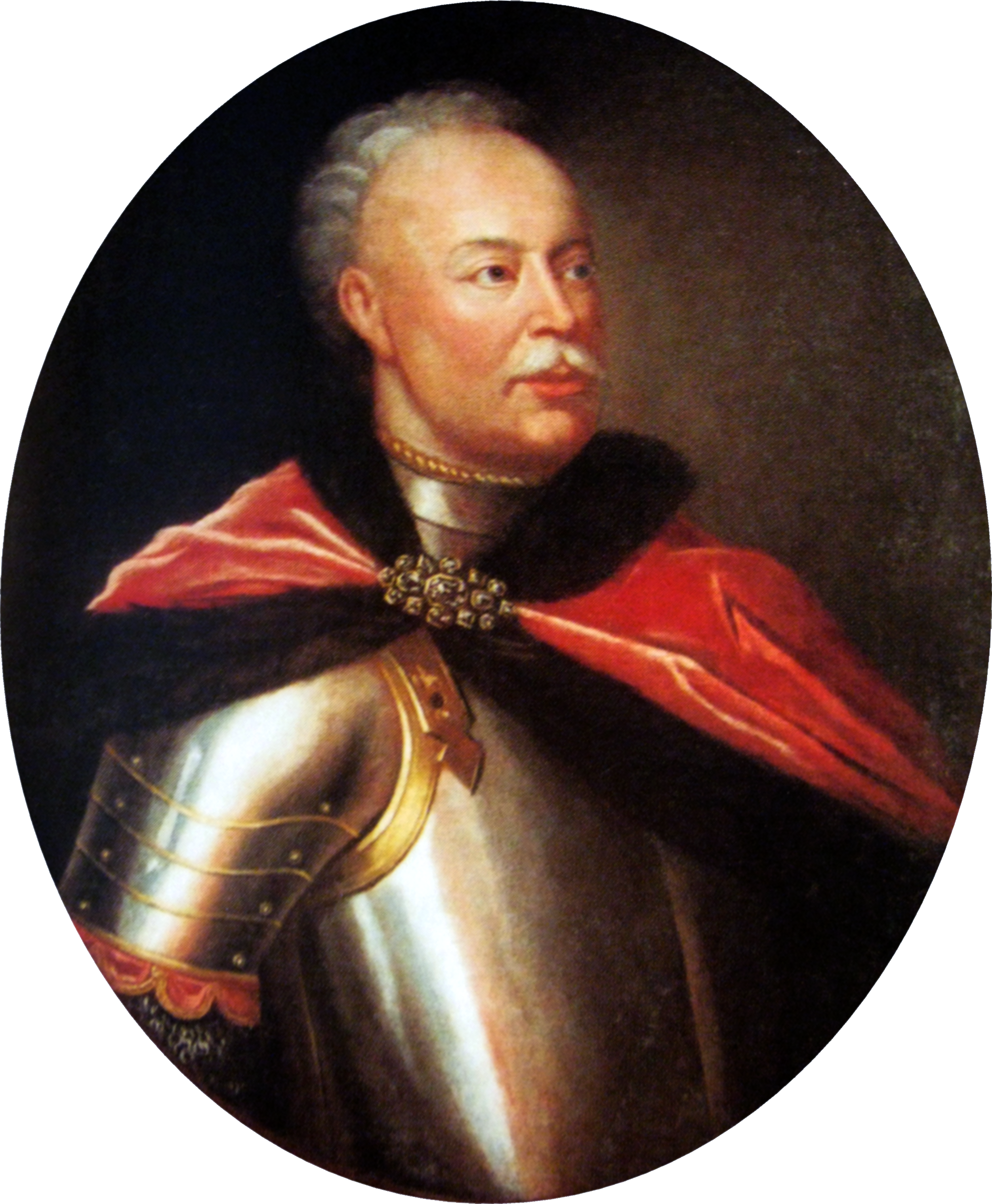
Ян Якуб Замойский (1716—1790), 9-й ординат Замойский (1767—1790)

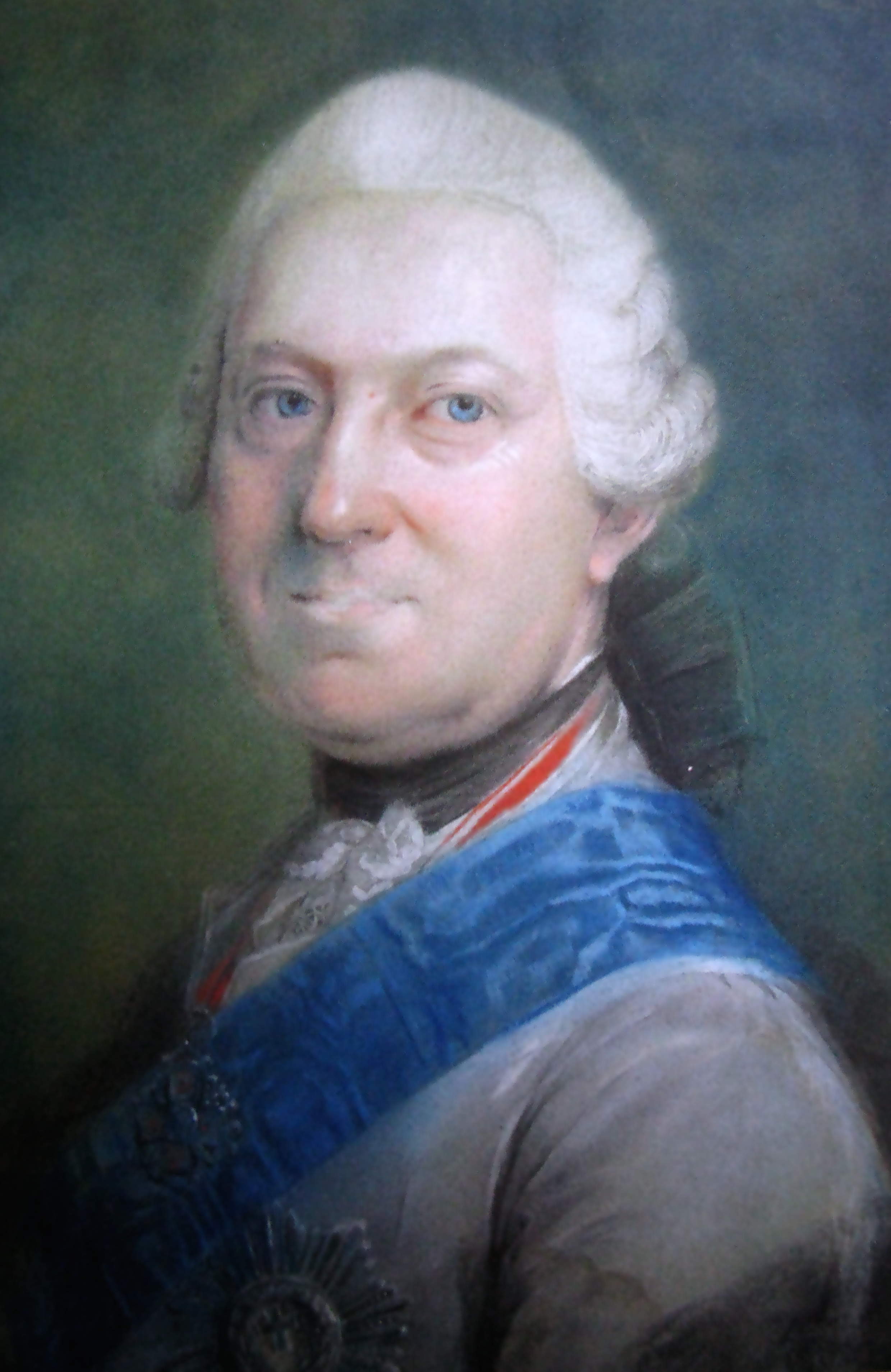
Анджей Иероним Замойский (1716—1792), 10-й ординат Замойский (1790—1792)

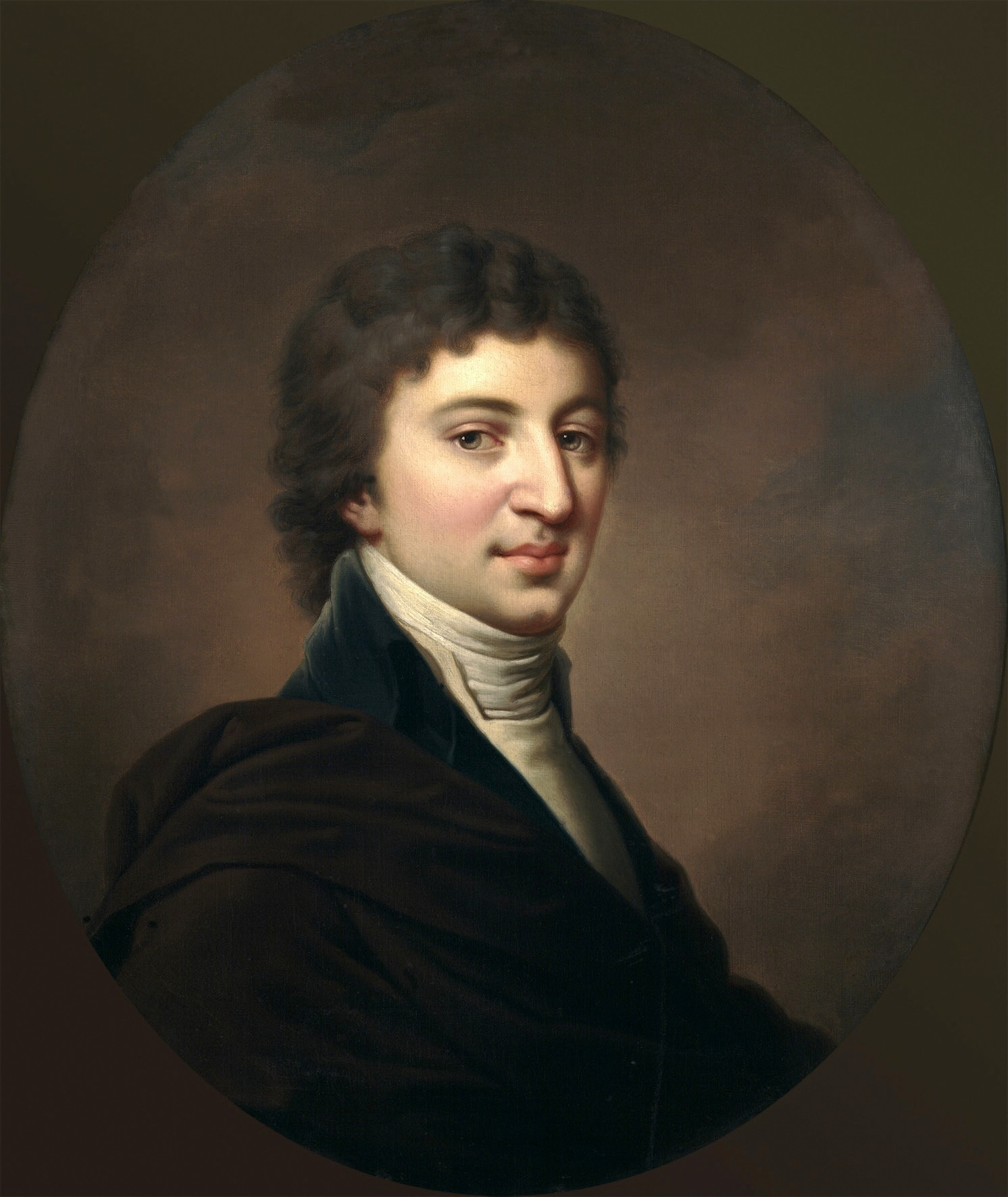
Александр Август Замойский (1770—1800), 11-й ординат Замойский (1792—1800)

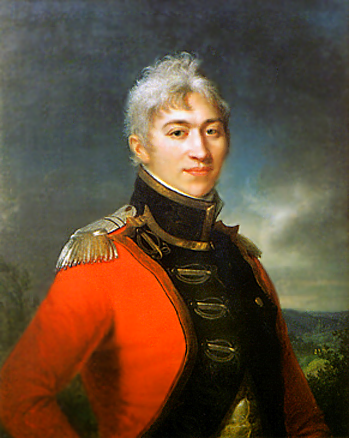
Станислав Костка Замойский (1775—1856), 12-й ординат Замойский (1800—1856)

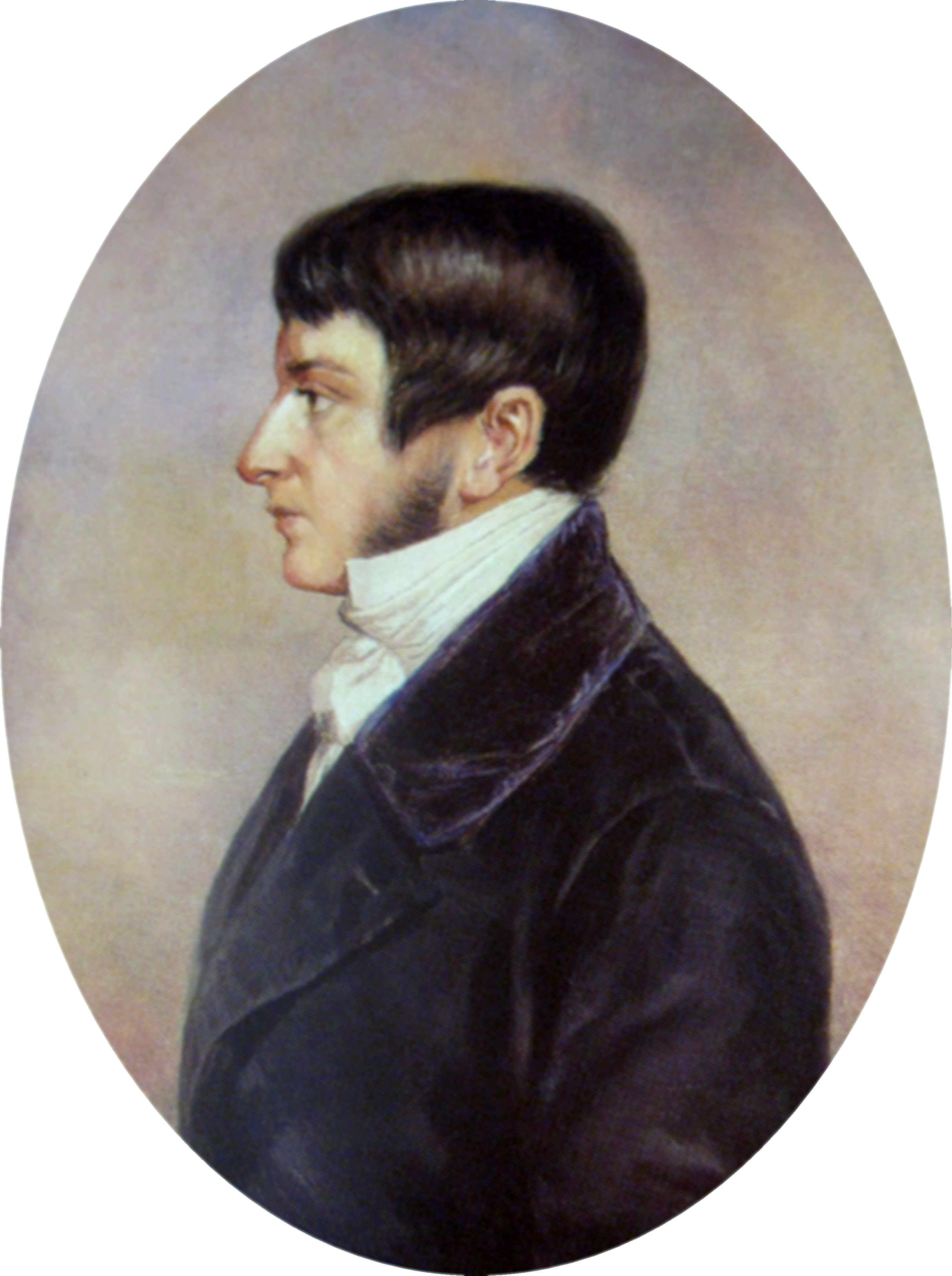
Константин Замойский (1799—1866), 13-й ординат Замойский (1856—1866)

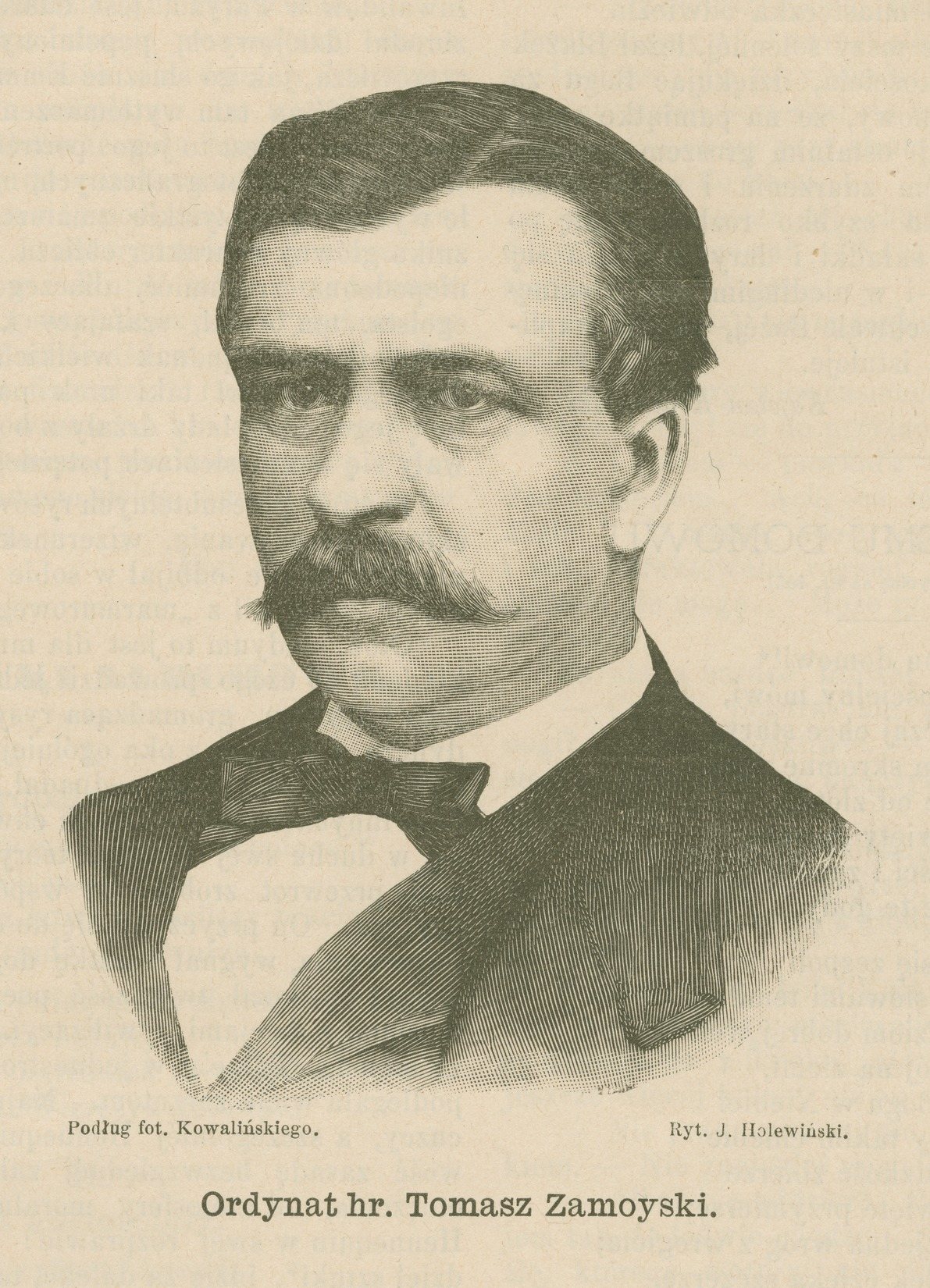
Томаш Франтишек Замойский (1832—1889), 14-й ординат Замойский (1866—1889)

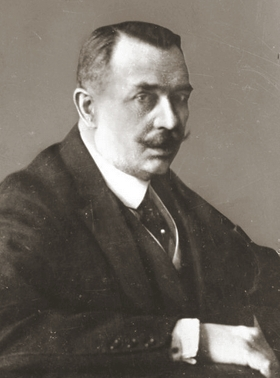
Маврикий Клеменс Замойский (1871—1939), 15-й ординат Замойский (1889—1939)

Замойская ординация или Замойский майорат (пол. Ordynacja Zamojska) — одна из первых магнатских ординаций в Речи Посполитой, учрежденная для видного польского деятеля Яна Замойского (1542—1605) и утвержденная актом Сейма от 8 июля 1589 года. Ординация была ликвидирована после Второй мировой войны в рамках земельной реформы.

## Создание ординации
Замойская ординация была второй после ординации Радзивиллов, созданной тремя годами ранее. Ординация является неделимой собственностью, наследуемой старшим потомком семьи. Майорат был создан путем исключения определенного земельного участка из общих положений закона и наделения его особым положением, утверждаемым Сеймом. Согласно статуту женщинам запрещалось делить имущество и наследовать его. По постановлению сейма требовалось содержание постоянной (соразмерной имуществу) вооруженной силы, готовой защищать государство. Это было дорого, но иметь большую армию было хорошо и при слабой эффективности судебного аппарата государства обеспечивало безопасность. Каждый новый ординат, принимавший власть в ординации, клялся в церкви соблюдать его уставы. Уставы ординации менялись в 1590, 1591, 1593, 1601 и 1604 годах. Ян Замойский начал свою карьеру с 4 деревень, унаследованных от его отца, хелмского кастеляна Станислава Замойского. В начале создания ординации под контролем Яна Замойского уже было 2 города и 39 деревень. В конце его жизни в состав ординации входили 6 городов и 149 деревень площадью 3830 км² и назывался «Замойское панство». Все имущество, принадлежавшее и арендованное в староствах канцлером Яном Замойским, насчитывало 23 города и 816 деревень и занимавшее площадь 17 500 км² (менее 6 % нынешней площади Польши), было разбросано по всей Короне и Ливонии, создавая более крупные кластеры на Подолии и вокруг города Замостья, основанного гетманом. Годовой доход канцлера оценивался в 200 000 злотых. Для сравнения, средний годовой доход от деревни среднего размера составлял тогда около 200 злотых, а все расходы на победоносную Полоцкую кампанию короля Стефана Батория с 56-тысячной армией в 1579 году обошлись государственной казне примерно в 330 тысяч злотых. Центром ординация был Замосць, частный город-крепость с университетом под названием Замойкая академия, типографией и судом (трибуналом). Благодаря имуществу ординация был в значительной степени самостоятельной административно-хозяйственной единицей, создавая своего рода государство в государстве.

## XVII век
Во главе ординации стоял ординат, который был старшим сыном предшественника. Новый ординат каждый раз утверждался королем Речи Посполитой, а имущественные споры, связанные с ординатом, имел право решать коронный сейм. Серьезный кризис наступил после бездетной смерти 3-го ордината Яна «Собепана» Замойского (1627—1665) в 1665 году. В уставе Яна Замойского, основателя ординации, говорилось: в перечисленных поместьях никто, кроме мужчин, не происходил от него по прямой линии (Ян Замойский), и только один из них, в соответствии с приказом … он всегда будет наследовать вышеупомянутые блага и пользоваться ими … Сестра покойного ордината Гризельда Вишневецкая (1623—1672), жена Еремея Вишневецкого (1612—1651) и мать короля Михаила Корибута Вишневецкого, и Станислав Ян Конецпольский (1643—1682), как наследники второй сестры Собепана, Иоанны Барбары Конецпольской, заявили о своих претензиях на Замойскую ординацию, ссылаясь на общие принципы наследования, действующие в польском законодательстве. Им противостояли представители младшей линии рода Замойских, происходящей от двоюродного деда основателя Мацея. Их возглавляли кастелян черниговский Здислав Ян Замойский (? — 1670) и его сын Марцин Замойский (1637—1689). Шли споры в судах, на сейме и агитация среди дворянства в пользу каждой стороны. Гризельда Вишневецкая, поддерживаемая семьей Конецпольских, не слишком заботилась о притязаниях более бедной, менее влиятельной линии Замойских и, не дожидаясь окончательных решений, захватила ординацию и другие владения покойного Яна Собепана. Она владела ими до своей смерти в 1672 году, когда вновь разгорелся спор за ординацию Яна «Собепана». Станислав Ян Конецпольский, племянник Гризельды, забрал ординацию силой. Мнение дворянства, сопротивлявшегося «королям» магнатов, было на стороне семьи Замойских. Борьба за ординацию была окончательна разрешено только после смерти короля Михаила Корибута Вишневецкого, поддерживавшего своего двоюродного брата и, таким образом, подвергшегося нападению со стороны семьи Замойских. В 1674 году коронный сейм пожаловал Марцину Замойскому родовую ординацию. Наследники сестер Яна «Собепан» получили другие владения покойного Яна Собепана Замойского. Хотя они были больше, чем ординация, Станислав Ян Конецпольский не мог смириться с этим приговором и с помощью частной армии затруднил вступление в наследование 4-го ордината. Для устранения магната-узурпатора потребовалось только вооруженное вмешательство люблинской знати. Поддержка нового короля Речи Посполитой Яна Собеского была также на стороне его соратника Марцина Замойского.

### Новая линия ординатов
Дворянин Марцин Замойский, наконец, унаследовал ординацию в 1676 году и, таким образом, выдвинулся в группу крупнейших землевладельцев не только Речи Посполитой, но и всей Европы. После этого управление в ординации оставалось в руках этой линии Замойских. Пришедшая в упадок и измученная семейными ссорами, она нуждалась в эффективном управляющем. Новый ординат принял вызов, о чем свидетельствует Mappa Ordynacyey Państwa Zamoyskiego, составленная в конце его жизни в 1688 году. В это время в составе Замойской ординации находилось 9 городов: Замосць, Горай, Янув, Красник, Кшешув, Щебжешин, Тарногруд, Томашув, Туробин и 157 других местечек. Помимо имений, здесь были стекольные и металлургические заводы, мельницы, пивоварни и другое промышленное оборудование. Замойская академия также была обновлена. Сотрудничество Марцина Замойского с королем Яном Собеским и деятельность в государственной сфере увенчались титулом люблинского воеводы и должностью великого казначея коронного. Несмотря на то, что последующие ординаты не имели проблем со своими преемниками (многие из них имели многочисленное потомство), они смогли увеличить свободы, также основанные на доходах от ординации, которых обычно было достаточно для достаточного количества младших потомков. Таким образом, выполнялась основная функция ординации, то есть предотвращение обеднения семьи.

## XVIII век
Новая линия ординатов не дала таких выдающихся личностей, как канцлер Ян Замойский, но материальная мощь рода вообще использовалась обдуманно, и среди более поздних Замойских было много выдающихся и знатных для Польши людей. В начале XVIII века во время Северной войны территория Замойской ориднации подверглась разрушению. После её завершения сменявшие друг друга землевладельцы пытались экономически поднять Замосць, создавая новые поселения, промышленные предприятия и центры рыбоводства, развивая торговлю. Для развития экспорта зерна 7-й ординат Томаш Антоний Замойский построил речную флотилию приказа и речные порты на реках Сан и Висла. В 1773 году в Звежинце 9-й ординат Ян Якуб Замойский основал фарфоровый и мыловаренный завод. Строились и новые дворцовые резиденции.

### Разделы Польши
Первый раздел Речи Посполитой в 1772 году расколол Замойскую ординацию. В Речи Посполитой осталось 4 города и 39 деревень, организованных в 6 земских ключей, а 6 городов и 27 ключей со 150 деревнями вошли в состав Австрийской империи. Австрийцы признали юридическую самобытность ординации, но разделение между двумя государствами затруднило управление ординацией. В то время ординация приносила 1 271 000 злотых годового дохода и 271 000 злотых прибыли. Стремясь к благосклонному отношению императора Иосифа II, 10-й ординат, польский государственный деятель и великий канцлер коронный Анджей Замойский, присоединился к акции колонизации и поселил около 100 немецких семей. Хорошие отношения с двором способствовали утверждению императором Иосифом II в 1786 году статута об ординации и признанию её правовой и территориальной принадлежности. Это вызвало в Речи Посполитой обвинения против Анджея Замойского и подозрения в том, что он хотел отделить все свои родовые имение от Речи Посполитой, так как императорская грамота незаконно применялась и к польской части постановления.
Во время окончательного падения Речи Посполитой Замойская ординация переживала тяжелые времена, так как его продолжение зависело от воли разделяющих держав. Желая обезопасить себя со стороны Российской империи и в то же время избегая недвусмысленного заявления о присоединении к пророссийской партии, 11-й ординат Александр Август Замойский представил конфедератам медицинскую справку, подтверждающую его тяжелую болезнь. Это маневрирование не защитило имущество ординации от значительного ущерба во время восстания Костюшко. В конечном итоге вся Замойская ординация оказалась по властью Австрийской империи, что обеспечило его мирное развитие на несколько лет. В то время в Томашуве-Любельском была основана фаянсовая фабрика, на которой работало 50 рабочих, производившая гончарные изделия и каменную посуду. Были также построены новые кирпичные заводы и развита металлургия железа.

## XIX век
В 1812 году резиденция ординации была перенесена в Звежинец. Причинами стали переговоры с властями Великого герцогства Варшавского и планы передать крепость Замосць государству. В конце концов, только в 1821 году город и крепость Замосць с полосой земли в тысяче двухсот ярдах от крепости перешли в собственность правительства Царства Польского. Взамен семья Замойских получила имения, находившиеся в Мазовии и Подляшье. 12-й ординат Станислав Костка Замойский (1775—1856), основал в 1811 году публичную библиотеку Замойской ординации в Варшаве на основе частных коллекций и Замойкой академии, которая была ликвидирована в 1784 году.
Серьезные изменения в устав внес 13-й ординат Константин Замойский (1799—1866). В 1833 году в Варшаве он учредил Центральное управление имений и интересов Замойских, а главную администрацию в Звежинце разделил на административный, юридический, политический и экономический отделы, во главе каждого из которых стоял управляющий. Это было необходимо потому, что ординаты часто имели дело не только с управлением имуществом, но и с общественной деятельностью, нередко пребывая за границей. В то же время в ординации начали превращать крепостное право в ренту из расчета 1 злотый в день сопряженного крепостного права и 0,15 злотого в день пешком. В 1844 году около 90 % крестьян уже находились в аренде. Реформа способствовала развитию самой ординации и повышению товарности крестьянских хозяйств. Чтобы увеличить и стабилизировать доход, большинство ферм было сдано в аренду. Началась плановая лесохозяйственная деятельность. В середине XIX века площадь ординации составляла 373 723 га, на нем проживало 107 764 человека. На его территории было 9 городов: Горай, Янув, Юзефов, Красник, Кшешув, Щебжешин, Тарногруд, Томашув и Туробин, 291 деревня, 116 ферм, 41 мельница, 8 пивоваренных заводов, 7 винокуренных заводов, маслобойня, ясли, ликероводочный завод, гвоздильный цех, лесопилки, кирпичные заводы, печи для обжига извести. Весь проект ежегодно приносил около 1,4 млн злотых прибыли.

### После освобождения крестьян
Освобождение крестьян в Царстве Польском 1864 года сократила площадь Замойской ординации более чем наполовину. Доходы значительно упали, поскольку крестьяне перестали платить арендную плату. Кроме того, серьезным бременем и яблоком раздора стали сервитуты, то есть права почти 16 000 крестьянских хозяйств на обычное использование пастбищ и лесов. 14-й ординат Томаш Францишек Замойский (1832—1889) предложил крестьянам землю за освобождение от сервитута. В 1870—1890 годах она обошлась ему в 2 900 га, и договориться удалось только с 43 деревнями из почти трехсот. Эти проблемы не означали, что майоратская линия семьи Замойских впала в нищету. Эффективно управляемый майорат (все управление было переведено в Звежинец, оставив только личную резиденцию ордината в Варшаве), который по-прежнему приносил огромные доходы от ферм, лесного хозяйства, промышленности и торговли. В Михалюве недалеко от Щебжешина ординация расширила дворец Клеменсов, который с тех пор стал главной резиденцией семьи, рядом с Голубым дворцом в Варшаве. Томаш Францишек Замойский восстановил угасшую библиотеку ординацию. Он перестроил его здание и купил около 20 000 томов. В 1885 году в библиотеке Замойской ординации располагались большие нумизматические коллекции, уникальные архивные коллекции, ценные национальные памятные вещи и коллекция из 52 705 наименований. К наиболее ценным произведениям относились: Тынецкий сакраментарий XI века, часть Супрасльского кодекса XI века, который является одним из двух, помимо Книги Саввы, памятников староцерковного языка, рукопись XIV века Хроника Галла Анонима и многие другие важные литературные произведения.

## XX век
Накануне Первой мировой войны Замойская ординация была процветающим предприятием. Оно состояло из 156 хуторов, разделенных между тремя земельными ключами (годзишовским, княгинепольским и звежинецким) и так называемым Администрация Михалова. Имелось 36 мельниц, 15 лесоуправлений, 14 кирпичных заводов, 3 пивоваренных завода, 3 печи для обжига извести, 2 лесопилки, сахарный завод в Клеменсове, фабрика изделий из дерева, завод по производству семян, клинкерный завод и карьеры. Была организованная узкоколейная железная дорога (Плоске возле Замосца — Клеменсов). Война нанесла значительный ущерб и материальный ущерб имуществу ординации. Кроме того, во время Революции в России был утерян денежный капитал уставного и личного капитала пятнадцатого ордината Маврикия Клеменса Замойского (1871—1939), хранившиеся в местных банках. Не обошла стороной указ и Польско-советская война 1920 года. Армия Семена Буденного разграбила Клеменский дворец и разрушила другие промышленные предприятия. Общие потери ординации в 1914—1921 годах оценивались в 8,5 млн рублей. Маврикий Замойский, активно работавший в Париже за создание независимой Польши, а затем контркандидат Габриэля Нарутовича на пост президента, в 1920 году для покрытия расходов на поставки оружия в Польшу передал ординацию французскому правительству в качестве заклада.

### Во Второй Польской Республике
В 1922 году Замойская ординация занимала 190 279 га и было самым большим поместьем во Второй Польской Республике. Были сданы в аренду земских ключа: Годзишовский (11 464 га), Ксенжопольский (13 072 га) и Звежинецкий (20 323 га). В их собственном управлении находились: поместье Михалюв (1529 га), фермы в Звежинце (139 га) и Флорианке (123 га). Основой для управления постановлением стали леса площадью 143 620 га, сосредоточенные в 15 лесничествах. Маврикий Клеменс Замойский, 15-й ординат — общественный деятель и политик, руководил имуществом с помощью администраторов, не всегда подходящих. Хотя ценой 76 607 га земли удалось окончательно решить вопрос о крепостном праве к 1933 году, но доходы продолжали уменьшаться, а долг возрастал. Для их ликвидации ординат получил разрешение президента государства на продажу 23,5 тысяч га леса. Так как этого было недостаточно, пришлось сдать за долги несколько ферм и продать государству еще 9 200 га леса. Только в середине 1930-х годов ординация на тот момент насчитывала 61 000 га и основывала свой доход в основном на лесопользовании. Прежние экономические неурядицы затруднили достижение многих целей в социальной и культурной сфере. Тем не менее, благодаря финансированию из имения постановления удалось значительно пополнить фонд Варшавской библиотеки и открыть в ней современный читальный зал. В 1930-х годах библиотека насчитывала более 100 000 тысяч томов и 9 тысяч ценных рукописей.
В 1939 году в состав ординации входили 56 199 га леса, два земельных ключа: Михалюв (1484 га) и Звежинец (3242 га) и два хозяйства: Звежинец (104 га) и Флорианка (54 га), садовый питомник, несколько кирпичных заводов, 3 лесопилки, 3 мельницы, печи для обжига извести, пивоваренный завод, сахарный завод в Клеменсове, завод по производству изделий из дерева, клинкерный завод, каменный рудник, песчаный карьер и завод по производству семян. Реорганизованное имущество ежегодно приносило около 2 миллионов злотых чистой прибыли. Фермы и промышленные предприятия давали работу многим жителям.

### Немецкая оккупация
В сентябре 1939 года Библиотека Замойской ординации в Варшаве и соседний Голубой дворец понесли серьезные потери. Тогда было сожжено 2000 рукописей и 700 старых документов. Во время Варшавского восстания здание библиотеки было подожжено немцами. Из бесценных коллекций сохранились лишь некоторые работы. Разрушения также коснулись земских территорий ординации.
В конце 1939 года оккупационные власти взяли на себя надзор за Замойской ординацией. 16-й и последний ординат Ян Томаш Замойский был практически отстранен от влияния на ординацию. Немцы эффективно управляли сельскохозяйственными угодьями. Проведена механизация полевых работ, улучшена структура посевов, убраны пары. Однако проблема заключалась в чрезмерной эксплуатации главного блага ординации — лесов. Ординат и лесная служба, благодаря самоотверженности и обманам, вводившим в заблуждение немецких администраторов относительно фактической стоимости древесного материала, смогли защитить наиболее ценные участки леса от вырубки. В значительной степени здесь был основан Розточаньский национальный парк.

### Ликвидация ординации
На момент вступления Красной Армии участок площадью 59 054 га все еще представлял собой крупное, эффективно организованное земельное хозяйство с множеством промышленных предприятий, приносивших доход. Его существование закончилось декретом Польского комитета национального освобождения от 6 сентября 1944 года о Земельной реформе. Почти сразу же был начат раздел пашни, который был завершен к ноябрю. 1208 польских семей получили 2764 га земли. Остальные земли были выделены совхозам. Основное имущество, то есть 54 889 га лесов, было передано государству в соответствии с декретом Польского комитета национального освобождения от 12 декабря 1944 года о национализации лесов. В обмен на изъятый товар ординат получил право на жалованье государственного служащего VI разряда. Формально Замойская ординация (управление и чиновники) прекратило свое существование 21 февраля 1945 года.

## Замойские ординаты
I. 1589—1605: Ян Замойский (1542—1605), великий гетман коронный, великий канцлер коронный
II. 1605—1638: Томаш Замойский (1594—1638), единственный сын великого гетмана коронного и великого канцлера коронного Яна Замойского, великий коронный канцлер
III. 1638—1665: Ян «Собепан» Замойский (1627—1665), единственный сын предыдущего, воевода сандомирский.
Споры по поводу ординации и его переход к младшей линии семьи Замойских
IV. 1676—1689: Марцин Замойский (1637—1689), сын каштеляна черниговского Здислава Яна Замойского (ум. 1670), люблинский воевода, великий казначей коронный
Регентство из-за несовершеннолетия наследника
V. 1704—1725: Томаш Юзеф Замойский (1678—1725), старший сын предыдущего, полковник
VI. 1725—1735: Михал Здислав Замойский (1679—1735), младший брат предыдущего, воевода смоленский
VII. 1735—1751: Томаш Антони Замойский (1707—1752), старший сын предыдущего
Регентство из-за несовершеннолетия наследника
VIII. 1760—1767: Клеменс Ежи Замойский (1747—1767), сын предыдущего, полковник
IX. 1767—1777: Ян Якуб Замойский (1716—1790), второй сын воеводы смоленского Михаила Здислава Замойского (ок. 1679—1735), воевода подольский
X. 1777—1792: Анджей Замойский (1716—1792), третий сын воеводы смоленского Михаила Здислава Замойского (ок. 1679—1735), канцлер великий коронный.
XI. 1792—1800: Александр Август Замойский (1770—1800), старший сын предыдущего
XII. 1800—1835: Станислав Костка Замойский (1775—1856), младший брат предыдущего, председатель Сената Царства Польского.
XIII. 1835—1866: Константин Замойский (1799—1866), старший сын предыдущего
XIV. 1866—1889: Томаш Франтишек Замойский (1832—1889), старший сын предыдущего
XV. 1892—1939: Мориц Клеменс Замойский (1871—1939), старший сын предыдущего, министр иностранных дел.
XVI. 1939—1946: Ян Томаш Замойский (1912—2002), старший сын предыдущего, сенатор 2-го созыва Сената Польши.